# 1987 dans les chemins de fer
Chronologie des chemins de fer
1986 dans les chemins de fer - 1987 - 1988 dans les chemins de fer

## Évènements

### Janvier
- 4 janvier. États-Unis : collision entre deux trains, respectivement  d'Amtrak et de Conrail dans le Maryland.

### Février
- 2 février : Irlande :  la compagnie nationale de transport Córas Iompair Éireann (CIE) est scindée en plusieurs filiales, dont la Iarnród Éireann (Chemins de fer irlandais) chargée de l'exploitation du réseau ferroviaire national.

### Mars
- 26 mars. États-Unis : le Congrès des États-Unis cède, pour 1,9 milliard de dollars, les intérêts du gouvernement dans Conrail (Consolidated rail Corporation) à l'occasion de la plus importante offre publique de vente (à l'époque) jamais réalisée dans le pays.

### Avril
- 4 avril : États-Unis : la compagnie de chemin de fer Soo Line annonce la vente de sa filiale Lake States Transportation Division à des investisseurs privés qui créent la nouvelle compagnie Wisconsin Central Transportation Corporation (WCTC).

### Mai
- 6 mai. Chine : mise en service du plus long tunnel ferroviaire chinois (14 997 m). Il traverse les monts Dayao (province du Guangdong) sur la ligne Pékin-Canton.
- 25 mai. Suisse : inauguration de la gare CFF souterraine de Genève-Aéroport qui assure la desserte ferroviaire de l'aéroport de Genève-Cointrin.
- 30 mai. Europe : dernier jour de circulation des trains internationaux TEE (Trans-Europ-Express), à l'exception de quatre TEE français, le Jules Verne, le Gayant, le Faidherbe et le Kléber. À partir du service d'été 1987/88, commençant le lendemain 31 mai, ils sont remplacés pour la plupart par des trains EuroCity.

### Juin
- 10 juin en France : création de L'association loi de 1901 Association pour l’histoire des chemins de fer en France (AHICF)[1].

### Juillet
- 31 juillet. Grande-Bretagne : la reine Élisabeth II préside la cérémonie d'ouverture de la ligne de métro automatique du Docklands Light Railway à Londres.

### Août
- 3 août. La première rame de tramway accessible aux personnes à mobilité réduite du monde circule pour la première fois en service commercial, à Grenoble.

### Septembre
- 2 septembre. États-Unis : le Baltimore and Ohio Railroad et le  Chesapeake and Ohio Railway sont absorbés par la compagnie CSX Transportation.
- 27 septembre. Égypte : inauguration de la première ligne du métro du Caire (ligne de type RER, désignée « ligne rouge »).
- 27 septembre. France : la ligne D du RER, exploitée par la SNCF, est prolongée de la gare souterraine de Paris-Nord à Châtelet.

### Octobre
- 22 octobre. France : record mondial de vitesse pour un wagon de marchandises à 203,8 km/h, atteint lors d'essais sur la section de ligne Poitiers-Angoulême.
- 24 octobre. France : en gare de Lyon à Paris, concert exceptionnel  dirigé par Nicolas Frize auteur d'une  « Locos-Symphonie », dont les instruments sont douze engins de la SNCF, dont un locotracteur Y 5100, des locomotives électriques 2D2, BB 7200, à vapeur, 230 G 353, diesel CC 72000, un autorail Picasso X 3800, un engin diesel A1AA1A 62000, une rame TGV, une automotrice Z 5100, une voiture à voyageurs type DEV.

### Décembre
- 5 décembre. France : à Val-d'Isère, inauguration du Funival, funiculaire de 908 m de dénivelé et de grande capacité (3000 personnes par heure et par sens).